# Bugle Field
Le Bugle Field est un ancien stade de baseball de la ville de Baltimore, dans la Maryland, aux États-Unis, construit en 1912 et démoli en 1949.

## Histoire
Il principalement été, des années 1930 aux années 1950, le domicile de deux clubs des ligues noires de baseball, les Black Sox de Baltimore et les Elite Giants de Baltimore.
Le Bugle Field était situé dans l'Est de Baltimore, à l'intersection de la Federal Street et de l'Edison Highway, à quelques pâtés de maisons du cimetière de Baltimore.
Le stade est construit en 1912. De 1912 à 1917, le stade, baptisé alors « Label Men's Oval », est le domicile d'un club semi-professionnel du nom de Label Men. En 1924, le stade est racheté par Joe Cambria, recruteur pour les Senators de Washington. Le stade est rebaptisé Bugle Field, du nom de sa société, la Bugle Coat and Apron Supply Company. Cambria fait jouer dans le lieu plusieurs clubs de baseball dont il est le propriétaire, dont les Bugle Coat, les Apron Nine et les Hubs de Hagerstown.
Selon les sources de presse écrite de l'époque, dont le Baltimore Sun et Baltimore Afro-American, les Black Sox ont commencé à jouer au Bugle Field en 1930.